# Gif-sur-Yvette
Gif-sur-Yvette – miejscowość i gmina we Francji, w regionie Île-de-France, w departamencie Essonne.
Według danych na rok 1990 gminę zamieszkiwały 19 754 osoby, a gęstość zaludnienia wynosiła 1703 osób/km² (wśród 1287 gmin regionu Île-de-France Gif-sur-Yvette plasuje się na 145. miejscu pod względem liczby ludności, natomiast pod względem powierzchni na miejscu 297.).

## Edukacja
- CentraleSupélec
- École supérieure d’électricité